# Panagiotis Giannakis
Panagiotis Giannakis (Nikaia, 1 de Janeiro de 1959) é um ex-basquetebolista e hoje treinador de basquete profissional grego, atualmente é treinador da Seleção Grega de Basquetebol e do Olympiakos, é conhecido como "O Dragão".